# J. Barbour & Sons
J. Barbour & Sons (в переводе с англ. — «Дж. Барбур и сыновья») —  английская компания, производящая одежду и обувь с середины XX века под брендом Barbour. Наиболее известная своей водонепроницаемой верхней одеждой. Компания была основана в 1894 году Джоном Барбуром из Галоуэй (Шотландия), начавшим продавать  дождевики в порту Саут-Шилдс.
Гордость фирмы — репутация высококачественной, ноской одежды и обладание  Королевским Патентом  (англ. Royal Warrant) на обеспечение «водонепроницаемой и защитной одеждой» Их Величества  Елизаветы II,  Герцога Эдинбургского,  принца Уэльского

## История

### 1849—1905: Ранние дни
История известного британского бренда Barbour начинается с  Джона Барбура, который родился в 1849 году в западной Шотландии на ферме Галлоуэй. Он был вторым сыном в семействе, восходящем своими корнями к  XIV веку.
В возрасте 20-ти лет Джон, покинув ферму, отправился на поиски удачи к северо-востоку  Англии, где начал в 1870 году бизнес торговца мануфактурой. Год спустя он женился на своей давней возлюбленной Маргарет Хэйнинг, которая впоследствии родила мужу 11 детей, а также вдохновила его открыть в 1894 году компанию «J Barbour & Sons» на рыночной площади 5 Market Place процветающего города Саут-Шилдс.
Магазин торговал разнообразной галантерей, верхней одеждой, включая комбинезоны и куртки, а также нижним бельем. Предприятие, получившее известность как «Barbour’s», в начале своего пути получало большую часть прибыли от судовладельцев, кораблестроителей, моряков в порту, поставляя для них непромокаемые куртки Beacon, способные защитить от самой скверной погоды многочисленные ряды местных матросов, рыбаков, речных, портовых рабочих и судостроителей.

### 1906—1944: Первая мировая война, Великая депрессия
В 1906 г бизнес Barbour успешно развивался, и Джон Барбур сделал равноправными партнёрами по бизнесу своих сыновей Джека и Малколма. Младший брат Малколм поспособствовал расширению бизнеса, и теперь вощёной одеждой Beacon снабжали также землевладельцев, фермеров, рабочих фермы и пастухов. Он также выпустил в 1908 году первый каталог Barbour, ориентированный на моряков и фермеров и сфокусированный на морской форме. В 1917-м каталог «товары почтой» давал почти 75 % бизнеса Barbour, включая международные заказы из таких дальних от Англии мест, как Чили, ЮАР и Гонконг.
В 1912 г компания «J. Barbour & Sons» во главе с Джоном, Малколмом и Джеком, исполняющим параллельно функцию главного менеджера, преобразовалась в «J. Barbour & Sons Ltd». Джон Барбур оставался главой предприятия до конца своей жизни (7 июля 1918 года), и предприятие весьма успешно развивалось под его руководством. В 1927 году Джек передал управление бизнесом Малколму. А в 1919-м Малколм основал Barbour’s Buying Agency, открывающее фирме возможность выступать в роли торгового агента, покупая и поставляя те товары, которыми Barbour не могли снабжать напрямую из магазина по каталогу от имени и по поручению лиц, живущих за границей. Это несколько увеличивало расходы Barbour на обслуживание покупателей, но успешно решало проблему особых заявок, как то пересылка в Тибет мышеловки за шесть пенсов, или отправка половины тонны галетного печенья через Индийский океан.
В 1928 году Дункан Барбур, единственный сын Малколма, вошёл в бизнес и занялся торговлей в самых больших универмагах Ньюкасла и Бейнбриджа.
Во время  Первой мировой войны и без того высокий спрос на одежду из непромокаемой ткани для армии продолжал расти. Но затем, вследствие последовавшего за войной всеобщего экономического спада и  Великой депрессии 1929 года, продажи у Barbour значительно снизились. Это продолжалось до 1935 года, когда экономическое состояние улучшилось, и компания снова начала получать хорошую прибыль.
Дункан Барбур был  фанатом мотоспорта, и в 1930 году он представил мотто-линию Barbour, которую буквально смели с прилавков. Эти мотто-костюмы носила практически каждая Британская международная команда с 1936 по 1977 год, вплоть до того момента, когда фирма Barbour приняла решение выйти из области рынка мото-одежды. В 1957 году около 97 % всех участников соревнований по мотоспорту Scottish 6 Day Event прибыли в костюмах Barbour International Oiled Cotton.
С началом  Второй мировой войны Дункан был призван на фронт, и Малколм Барбур при поддержке жены Дункана Нэнси принял на себя всю ответственность за семейный бизнес. Они, как и прежде, производили верхнюю одежду из водоотталкивающей ткани, военную и гражданскую, и разработали костюмы Ursula, которые стали стандартным обмундированием членов команды подлодки. Ursula suit был назван так в честь субмарины высшего класса Ursula под командованием  Джорджа Филипса, благодаря члену экипажа которой и появилась идея производить в дополнение к курткам вощёные брюки.

### 1945—1973: Послевоенное время
По возвращении с фронта в ноябре 1945 года Дункан приступил к развитию бизнеса. Уцелевшие постройки на Маркет-стрит были слишком малы и старомодны, чтобы справляться с текущим оборотом бизнеса, и Дункан понял, что путь вперёд лежит в строительстве собственного предприятия по изготовлению одежды. В августе 1957 Барбур отправился на окраину Саут-Шилдс, где располагался комплекс промышленных предприятий Simonside. Обретя здесь необходимую площадь, после 63 лет торговли Barbour становится не только продавцом, но и производителем.
Дункан, к сожалению, недолго мог контролировать все аспекты производства, так как его постиг полный упадок сил, и он умер в возрасте 48 лет 15 июня.
И снова Малколм взялся за управление компанией совместно с Нэнси, а также её девятнадцатилетним сыном Джоном. Это было трудное для компании время, но продажи продолжали расти. В 1964 году умер в возрасте 83 лет Малколм Барбур, и тогда Нэнси Барбур стала главой компании, а Джон — содиректором.
Но в  июне 1968 с Джон трагически умер от  мозгового кровоизлияния, оставив юную вдову Маргарет и двухлетнюю дочь Хелен.
Маргарет, учитель по профессии, вплоть до этого момента не имела реального участия в Barbour, но теперь ей было нужно принять бразды правления в свои руки и заботиться о будущем компании. Она была немедленно назначена членом правления, унаследовав долю компании мужа. Маргарет, полностью погрузившись в изучение всех сторон бизнеса, лично знакомилась с клиентами Barbour и разговаривала с дилерами об их видении путей развития компании.
Маргарет со своей командой менеджеров представила новую систему производства, а также систему взаимодействия подразделений предприятия, благодаря чему на протяжении  70-х эффективность и продуктивность Barbour росла, а продажи повышались. В 1972-м Маргарет Барбур была назначена председателем компании, а в 1973 году было принято решение приостановить все прямые продажи. Выпуск известных каталогов продолжался, но изменения коснулись ассортимента, и теперь дилеры и агенты по продаже фокусировались на одежде стиля кантри.

### 1974—2001: Успех при дворе
В 1974 году компания Barbour получила от Герцога Эдинбургского свою первую королевскую премию Royal Warrant, что подтвердило высочайшей уровень качества продукции. В начале восьмидесятых были разработаны многие классические модели Barbour: Bedale — короткая лёгкая куртка для верховой езды с покрытием thornproof, сохраняющем ткань от зацепов, а также куртки Border и Beaufort.
В августе 1981-го Barbour переезжает на новый завод в Саймонсайд. В 1982 году Её Величество Королева вручила Barbour вторую премию Royal Warrant, а в 1987 году Его Королевское Высочество принц Уэльский наградил Barbour в третий раз премией Royal Warrant. Надо сказать, что эта высокая премия даётся тем промышленникам, которые более пяти лет безупречно обслуживали королевскую семью и завоевали этим особое доверие.
В 1988 Barbour Trust учреждает поддержку местных и национальных проектов для организаций, помогающим жертвам стихийных бедствий (цунами и землетрясений). Кроме этого, трест был основным благотворительным Северо-Восточным сообществом и вкладывал существенные средства в такие проекты, как Alnwick Gardens (Сады Алнвик), музей Laing Art Gallery, концертный комплекс The Sage Gateshead и достопримечательность в Newcastle’s Quayside, символизирующая возрождение региона и предоставляющее концертные площадки для музыкальных событий и встреч.
В начале 1990-х продолжается международный рост бизнеса. Barbour трижды выигрывает королевскую премию за экспортные достижения — Queens Awards for Export Achievement в 1992, 1994 и 1995 годах. В течение 1990-х компания начала создавать более полные коллекции для мужчин и женщин, используя дышащие водозащитные материалы в производстве вощёных курток и представив более широкую цветовую гамму, включая тёмно-синий, песчаный, традиционный оливковый и шалфейно-зелёный.
В 1997 и 1999 году Хелен (дочь Маргарет) становится вице-председателем компании, и в то же время в знаменитом универмаге Harrods открывается первый Barbour «магазин в магазине».

### 2002 — наши дни: Продолжение развития
В 2002 году Маргарет Барбур была удостоена звания Дамы Кавалера Ордена Британской Империи (Dame Commander of the Order of the British Empire).
В 2004 году бренд Barbour начал работать с Лордом Джеймсом Перси, младшим братом Герцога Нортамберленда, постепенно становясь одним из самых знаменитых производителей одежды для охоты своего поколения. Лорд Джеймс создал и развил  нортамберлендскую линию высокотехнологичной одежды для охоты и загородного отдыха, включающую особо популярную лёгкую куртку Шевиот. В 2005 году нортамберлендская линия выиграла Награду Охотничьей Индустрии за лучшую охотничью одежду. А не так давно куртка Linhope три-в-одном выиграла аналогичную награду 2008 года.
Начав когда-то своё производство с вощёной одежды для моряков и рыбаков, компания Barbour достигла известности бренда, одевающего аристократов и знаменитостей.
Руководство компании Barbour сейчас также как и раньше, располагается в Саймонсайде,  г. Саут-Шилдс, и классические вощёные куртки Барбур по-прежнему производятся вручную на местном заводе. В современности Barbour не только выпускает одежду для мужчин, но и создаёт коллекции, удовлетворяющие запросам женщин и детей. Помимо курток гардероб Barbour включает брюки, рубашки, носки и трикотажные вещи.
Barbour в настоящее время имеет 11 собственных розничных магазинов в Великобритании и торговое присутствие в 40 странах мира, включая Германию, Голландию, Австрию, Францию, США, Италию, Испанию,Аргентину, Новую Зеландию и Японию. В России, в Москве, открывается в ГУМе первый магазин в декабре 2015-го.